# Dacea
Dacea ►  pronunție ►  (în limba rusă: да́ча) este un anumit tip de locuință folosită pe post de casă de vacanță în Rusia. Este ocupată de proprietari pentru perioade scurte de timp sau este închiriată doritorilor de vacanțe în zonele rurale. 

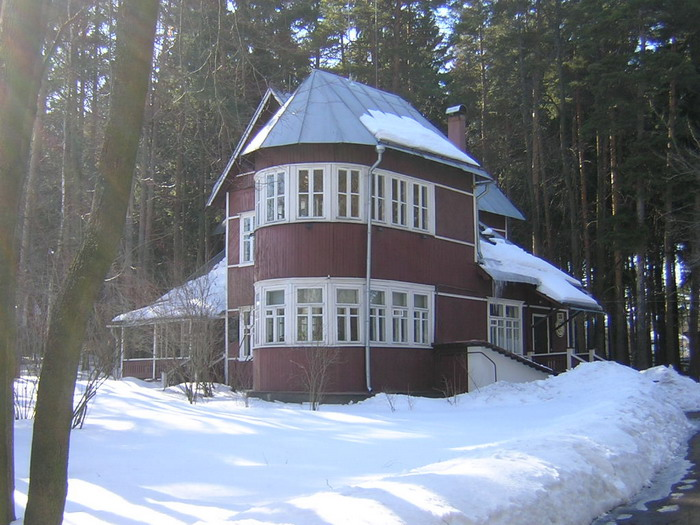
Dacea lui Boris Pasternak din Peredelkino.

Acest tip de casă de vacanță este foarte comună în Rusia și în fostele republici sovietice. 
Ocupantul unei dacea este numit  дачник transcriptibil în alfabetul latin fără un semn diacritic specific pentru consoana din denumirea sursă dacznik sau datșnik.